# Bloom

Пример эффекта bloom (кадр из Elephants Dream). Яркий фон «просачивается» в тёмные элементы: стены, персонажей

Bloom (с англ. — «цветение», «налет»;  в фотографии — эффект дисперсии света на линзе; произн. «блюм», «блум») — постэффект в трёхмерной графике, который используется в компьютерных играх и других 3D-приложениях. Эффект используется разработчиками игр для создания эффекта размытости света на ярких гранях сцены,  передержку камерой при съёмке, а также для добавления большей кинематографичности изображению.
Одной из наиболее известных игр, где был использован этот эффект, является аркадный автосимулятор Need for Speed: Most Wanted. В этой игре с помощью эффекта блюм реализовано свечение от солнечных лучей на асфальте, а также размытость на ярких гранях сцены, таких, как дневное небо.
Действие эффекта во многом схоже по действию с другим эффектом, «glow», однако эти эффекты имеют различные способы реализации, и как следствие, отличия в изображении. Bloom используется в играх вместе с High Dynamic Range, однако иногда простое включение bloom-фильтра в настройках игры обозначается как «включение HDR».